# 青雲橋 (三好市)
青雲橋（せいうんばし）は、銅山川に架かる徳島県三好市の橋である。銅山川に沿う国道319号に接続している。

## 概要
2004年に旧山城町によって過疎対策町道整備事業として建設された。自動車が通れるサイズでは、世界で初めての自碇式プレストレストコンクリート複合トラス橋である。架橋地点は崩積土層（軟弱な地盤）を含む急峻な谷の斜面であり、橋脚の設置や大型重機の使用が困難なことから、前例のない特殊な構造となった。
2004年度の土木学会田中賞を、2006年に国際コンクリート連合の"Awards for Outstanding Concrete Structures"を受賞した。後者の授賞理由では、完成後のシンプルな姿もさることながら、工事が環境に与えた影響の少なさと、それを実現するための洗練された工法が挙げられている。